# Haiti
Haiti (francuski: Haïti, haićanski kreolski: Ayiti), službeno Republika Haiti (francuski: République d'Haïti, haićanski kreolski: Repiblik d Ayiti) je država na zapadnoj trećini otoka Hispaniola u Karipskom moru, istočno od Kube. Na istoku graniči s Dominikanskom Republikom.
Kao bivša francuska kolonija, Haiti je druga država zapadne hemisfere, nakon SAD-a, koja je proglasila neovisnost.

## Povijest
Domorodačko stanovništvo Hispaniole, narod Arawak (ili Taíno), gotovo je istrijebljeno u desetljećima nakon što se Kolumbo iskrcao 1492. godine. Otok je krajem 17. stoljeća naseljen robljem iz Afrike, koje je bilo radna snaga na plantažama šećera.
Španjolska je 1697. godine prepustila zapadnu trećinu Hispaniole (koja se tada zvala Saint-Domingue) Francuskoj. To je postala jedna od najbogatijih francuskih kolonija 18. stoljeća. Robovsko se stanovništvo pobunilo 22. kolovoza 1791., što je izazvalo rat s Francuskom. Haićani su pobijedili vojsku koju je poslao Napoleon i proglasili neovisnost 1. siječnja 1804. godine.
Haiti je otad postao najsiromašnija zemlja na zapadnoj polutki, a velik dio njegove povijesti obilježilo je političko nasilje i korumpirani diktatori. Najzloglasniji diktator bio je Francois Duvalier.
Više od tri desetljeća diktature, za kojom je uslijedila vojna hunta, završilo je 1990. godine, kad je Jean-Bertrand Aristide, bivši svećenik, izabran za predsjednika. Veći dio njegova mandata propao je zbog vojnog puča, ali uspio se vratiti na vlast 1994. godine.
Aristide je 2000. ponovo izabran za predsjednika. Glasine da su izbori lažirani i sveopća korupcija doveli su do pobune 5. veljače 2004. godine, 200 godina nakon prve haićanske revolucije. Pobuna je prešla u ustanak i do 17. veljače se proširila središnjim departmanom Artibonite, te su joj se pridružili disidenti protjerani u Dominikansku Republiku.
Predsjednik Aristide je 29. veljače 2004. pobjegao iz Haitija u Srednjoafričku Republiku. Prema ustavu Haitija, glavni sudac Vrhovnog suda Boniface Alexandre privremeno je preuzeo predsjedničku dužnost. U veljači 2006. godine na izborima je izabran za predsjednika René Préval, Aristideov bivši suradnik.
Dana 12. siječnja 2010. godine Haiti je pogodio potres momentne magnitude 7.0. Trajao je približno minutu i odnio je preko 250 000 života, a većina zgrada je uništena ili oštećena. To je ujedno bio i najjači potres u posljednjih 200 godina.
Dana 7. srpnja 2021. predsjednik Haitija Jovenel Moïse ubijen je u napadu na njegovu rezidenciju.

## Departmani
Haiti je podijeljen na devet departmana:
- Artibonite
- Centre
- Grand'Anse
- Nippes
- Nord
- Nord-Est
- Nord-Ouest
- Ouest
- Sud
- Sud-Est

## Zemljopis
Reljef Haitija uglavnom se sastoji od strmih planina s malim obalnim nizinama i riječnim dolinama. Istočni i središnji dio zemlje je velika visoravan.
Najveći grad je glavni grad, Port-au-Prince, s 990,558 stanovnika. Za njim slijedi Cap-Haitien s 113,555 stanovnika (prema podacima iz 1999. godine).

## Gospodarstvo
Oko 80% stanovništva živi u krajnjem siromaštvu. Gotovo 70% Haićana živi od poljoprivrede, što je uglavnom zemljoradnja na niskoj razini, koja zapošljava 2/3 ukupne radne snage.
Broj radnih mjesta raste vrlo sporo, a crno tržište je sve jače. Zbog neuspješnih pregovora s međunarodnim sponzorima Haiti je ostao bez potrebne pomoći u novcu i razvoju. 

## Stanovništvo
Haiti u prosjeku nastanjuje oko 300 ljudi na četvorni kilometar, a stanovništvo je najgušće u gradovima, obalnim nizinama i riječnim dolinama. Oko 95% Haićana ima afričko podrijetlo. 
Ostali su uglavnom miješanog bjelačko-afričkog podrijetla. Ima i ponešto ljudi s europskim i bliskoistočnim porijeklom. Oko 2/3 stanovništva živi na selu.
Francuski je jedan od dva službena jezika, ali govori ga samo 10% pučanstva. Svi Haićani govore haićanski kreolski, koji je drugi službeni jezik zemlje. Sve više mladih i poslovnih ljudi govori engleski.
Katoličanstvo je državna religija, koju ispovijeda većina stanovništva. Neki su se obratili na protestantizam. Mnogi Haićani održavaju tradiciju vudua, iako se smatraju kršćanima.

## Jezik
Giovore se 3 jezika, dva su službena, francuski i haićanski kreolski, dok je treći jezik langaj govori samo kao drugi jezik u ritualne svrhe.

## Politika
Haiti je predsjednička republika s predsjednikom koji se bira na izborima i Državnim saborom. 
S druge strane, neki tvrde da vlada pritajena diktatura. Ustanak 29. veljače 2004. doveo je do svrgavanja predsjednika Jeana-Bertranda Aristidea, pa se zasad ne zna hoće li se politički ustroj mijenjati.
Ustav je uveden 1987. godine prema modelu ustava SAD-a i Francuske. Nakon što je određen broj godina bio djelomično (pa i posve) ukinut, ponovo je ustoličen 1994. godine.
Popis predsjednika Haitija:
- Dodatak:Popis haićanskih predsjednika

## Razno
- Potres na Haitiju 2010.
- Restavek

## Vanjske poveznice
- Palais national
- Port Haiti  Arhivirana inačica izvorne stranice od 1. travnja 2004. (Wayback Machine)
- Haitiaction.net

### Ostali projekti
|  | Zajednički poslužitelj ima stranicu o temi Haiti    |
|  | Zajednički poslužitelj ima još gradiva o temi Haiti |
|  | Zajednički poslužitelj sadrži atlas Haitija         |